# Tibor Vida
Tibor Vida (* 19. Juli 1922 in Budapest; † unbekannt) war ein ungarischer Radrennfahrer und nationaler Meister im Radsport.

## Sportliche Laufbahn
Vida war Straßenradsportler. 1947 und 1949 gewann er die nationale Meisterschaft im Stafettenfahren. Er wurde nach dem Zweiten Weltkrieg mehrfach Straßenmeister von Budapest.
Die Internationale Friedensfahrt fuhr er dreimal. 1950 wurde er beim Sieg von Willy Emborg Sechster und damit bester ungarischer Fahrer. 1951 wurde er 32. und 1952 45. der Gesamtwertung. In der DDR-Rundfahrt 1951 kam er auf den 8. Platz.